# Metriocnemus inopinatus
Metriocnemus inopinatus är en tvåvingeart som beskrevs av Karl Strenzke 1950. Metriocnemus inopinatus ingår i släktet Metriocnemus och familjen fjädermyggor.
Artens utbredningsområde är Tyskland. Det är osäkert om arten förekommer i Sverige. Inga underarter finns listade i Catalogue of Life.